# هیبرگر (آلاباما)
هیبرگر (به انگلیسی: Heiberger) یک منطقهٔ مسکونی در ایالات متحده آمریکا است که در شهرستان پری، آلاباما واقع شده‌است. هیبرگر ۶۰٫۹۶ متر بالاتر از سطح دریا واقع شده‌است.